# Поїзд Пульмана
Потяги Pullman у Великій Британії були магістральними розкішними залізничними службами, які працювали з першокласними вагонами та послугами стюардів, наданими British Pullman Car Company (PCC) з 1874 по 1962 рік, а потім Британськими залізницями з 1962 по 1972 рік. Багато хто називав магістраль службові поїзди згодом використовували слово «Pullman» у своїх назвах, але більшість із них були звичайними поїздами з підвищеним розміщенням у першому класі. Проте з 1982 року деякі залізничні тури здійснюються компаніями, які використовують вагони Pullman 1920-1950-х років, щоб відтворити атмосферу часів розквіту подорожей Pullman.

## Витоки
Перший залізничний вагон Пульмана, який почав експлуатуватися у Великій Британії, був у 1874 році з Бредфорд-Форстер-Сквер до лондонського Сент-Панкраса після збирання імпортованих із Сполучених Штатів у ході операції, розпочатої Мідлендською залізницею, яка співпрацювала з компанією Pullman у Чикаго. Вагон «Мідленд» мав дах з зоряним ярусом і мав балкони з обох кінців. Після цього концепція розкішних вагонів поширилася на інші британські залізничні компанії.
PCC була створена в 1882 році і названа на честь концепції Pullman, вперше введеної в Сполучених Штатах американським залізничником Джорджем Pullman. Компанія уклала контракти із залізничними компаніями на надання послуг Pullman на їхніх лініях.
Потяги Pullman пропонували розкішніше житло, ніж звичайні магістральні поїзди. PCC мала власні майстерні в Брайтоні. Виробництвом Pullman Car також займалися Birmingham Railway Carriage and Wagon Company та Metropolitan Cammell Carriage and Wagon Co. London, Brighton and South Coast Railway була першою британською залізничною компанією, яка експлуатувала повний потяг Pullman, Pullman Limited, який почав свою роботу маршрут Лондон Вікторія - Брайтон 5 грудня 1881 року.